# Two Plus Two Publishing
Two Plus Two Publishing (ook wel 2+2 Publishing) is een Amerikaanse uitgeverij die uitsluitend boeken over gokken en poker uitbrengt. Statisticus en pokerspeler Mason Malmuth is de oprichter en eigenaar van het bedrijf.

## Titels
Two Plus Two geeft boeken uit die geschreven zijn door experts en/of ervaringsdeskundigen op de gebieden waarover zij publiceren. Zo bracht Malmuth zelf titels uit op het gebied van blackjack, algemene theorie voor gokspelen, algemene theorie voor pokerspelen, seven-card stud en craps. Andere auteurs voor Two Plus Two zijn onder meer David Sklansky (over poker in zijn totaliteit en specifiek per variant), Dan Harrington (over toernooipoker en cashgames), Ray Zee (over pokervarianten high-low split en seven-card stud), Nick (Stoxtrader) Grudzien (over shorthand-poker), Alan N. Schoonmaker (over psychologie in poker) en Donna Harris (over het werk als pokerdealer).